# Langelandsbanen
| |        |                                                   |                                                   |
| Strecke (außer Betrieb)                                                                                |        | nach Marstal                                      | nach Marstal                                      |
| Strecke (außer Betrieb)                                                                                |        | nach Strynø                                       | nach Strynø                                       |
| Abzweig geradeaus und nach links (Strecke außer Betrieb) · Eisenbahnfähre quer (Strecke außer Betrieb) |        | Fährverbindung Svendborg–Rudkøbing nach Svendborg | Fährverbindung Svendborg–Rudkøbing nach Svendborg |
| Abzweig geradeaus und nach links (Strecke außer Betrieb)                                               |        | Anschluss Hafen                                   | Anschluss Hafen                                   |
| Bahnhof (Strecke außer Betrieb)                                                                        | 0,0    | Rudkøbing                                         | Rudkøbing                                         |
| Haltepunkt / Haltestelle (Strecke außer Betrieb)                                                       | 0,4    | Kastanievej (inoffizielle Hst.)                   | Kastanievej (inoffizielle Hst.)                   |
| Haltepunkt / Haltestelle (Strecke außer Betrieb)                                                       | 1,0    | Rifbjergvejen (ab 1926)                           | Rifbjergvejen (ab 1926)                           |
| Haltepunkt / Haltestelle (Strecke außer Betrieb)                                                       | 2,0    | Møllemose (mit Ladegleis, ab 1926)                | Møllemose (mit Ladegleis, ab 1926)                |
| Bahnhof (Strecke außer Betrieb)                                                                        | 4,10,0 | Skrøbelev                                         | Skrøbelev                                         |
| Abzweig geradeaus und nach links (Strecke außer Betrieb)                                               |        | nach Spodsbjerg                                   | nach Spodsbjerg                                   |
| Bahnhof (Strecke außer Betrieb)                                                                        | 7,1    | Longelse                                          | Longelse                                          |
| Haltepunkt / Haltestelle (Strecke außer Betrieb)                                                       | 8,9    | Snaremose (mit Ladegleis)                         | Snaremose (mit Ladegleis)                         |
| Bahnhof (Strecke außer Betrieb)                                                                        | 10,4   | Illebølle                                         | Illebølle                                         |
| Haltepunkt / Haltestelle (Strecke außer Betrieb)                                                       | 11,9   | Vindeby (mit Ladegleis)                           | Vindeby (mit Ladegleis)                           |
| Bahnhof (Strecke außer Betrieb)                                                                        | 13,1   | Lindelse                                          | Lindelse                                          |
| Haltepunkt / Haltestelle (Strecke außer Betrieb)                                                       | 15,0   | Hennetvedvejen (1926 „Lindelse Nor“)              | Hennetvedvejen (1926 „Lindelse Nor“)              |
| Bahnhof (Strecke außer Betrieb)                                                                        | 16,1   | Kædeby                                            | Kædeby                                            |
| Haltepunkt / Haltestelle (Strecke außer Betrieb)                                                       | 17,0   | Helsnedvejen (ab 1926)                            | Helsnedvejen (ab 1926)                            |
| Bahnhof (Strecke außer Betrieb)                                                                        | 18,2   | Humble                                            | Humble                                            |
| Haltepunkt / Haltestelle (Strecke außer Betrieb)                                                       | 19,0   | Nørreballevejen (ab 1926)                         | Nørreballevejen (ab 1926)                         |
| Bahnhof (Strecke außer Betrieb)                                                                        | 20,8   | Tryggelev                                         | Tryggelev                                         |
| Haltepunkt / Haltestelle (Strecke außer Betrieb)                                                       |        | Østerskovvejen (ab 1926)                          | Østerskovvejen (ab 1926)                          |
| Bahnhof (Strecke außer Betrieb)                                                                        | 22,7   | Nordenbro                                         | Nordenbro                                         |
| Haltepunkt / Haltestelle (Strecke außer Betrieb)                                                       | 24,3   | Broløkke (mit Ladegleis)                          | Broløkke (mit Ladegleis)                          |
| Haltepunkt / Haltestelle (Strecke außer Betrieb)                                                       | 22,0   | Røjlevejen (ab 1926)                              | Røjlevejen (ab 1926)                              |
| Bahnhof (Strecke außer Betrieb)                                                                        | 26,2   | Søndenbro                                         | Søndenbro                                         |
| Bahnhof (Strecke außer Betrieb)                                                                        | 28,4   | Bagenkop                                          | Bagenkop                                          |
| |        | Hafenanschluss                                    |                                                   |
| |        | nach Kiel                                         |                                                   |

| Strecke (außer Betrieb)                                   |        | von Rudkøbing     | von Rudkøbing     |
| Bahnhof (Strecke außer Betrieb)                           | 0,04,1 | Skrøbelev         | Skrøbelev         |
| Abzweig geradeaus und nach rechts (Strecke außer Betrieb) |        | nach Bagenkop     | nach Bagenkop     |
| Bahnhof (Strecke außer Betrieb)                           | 2,5    | Krogsbjerg        | Krogsbjerg        |
| Abzweig geradeaus und von rechts (Strecke außer Betrieb)  |        | von der Kiesgrube | von der Kiesgrube |
| Kopfbahnhof Streckenende (Strecke außer Betrieb)          | 4,6    | Spodsbjerg        | Spodsbjerg        |
|                                                           |        | nach Nakskov      |                   |

Langelandsbanen (LB) war eine dänische Privatbahn auf Langeland. Deren Strecken bestanden von 1911 bis 1962.
Die Bahngesellschaft betrieb die Strecken Rudkøbing–Skrøbelev–Bagenkop und Skrøbelev–Spodsbjerg. Der Abschnitt Skrøbelev–Spodsbjerg galt als Nebenstrecke, obwohl die Gesamtstrecke Rudkøbing–Spodsbjerg große Bedeutung für den Verkehr zwischen den Landesteilen hatte, da sie zusammen mit den Fährverbindungen Svendborg–Rudkøbing und Spodsbjerg–Nakskov die Verbindung zwischen Fünen und Lolland herstellte.
Die Strecke war wegen der Bahnhofsuhr mit dem 24-Stunden-Zifferblatt im alten Bahnhof in Rudkøbing, die dort heute noch hängt, weithin bekannt.

## Geschichte
Bereits 1884 schlug die Sydfyenske Jernbaneselskab eine Bahnstrecke zwischen Rudkøbing und Spodsbjerg vor. 1891 und 1906 wurde dieser Vorschlag erneuert.
Der Bahnbau wurde mit dem Eisenbahngesetz vom 27. Mai 1908 beschlossen. Die Initiatoren für den Bau erhielten am 5. November 1908 die Baugenehmigung. Im Sommer 1909 erfolgte die Ausschreibung der Arbeiten, die die Firma Fibiger & Villefrance aus Kopenhagen gewann.
Der Bau der Bahnhöfe wurden in drei Hauptverträge aufgeteilt. Carl Nielsen, Kædeby og P. Rask aus Humble bekam den größten Auftrag in Form aller Gebäude auf der Nord-Süd-Strecke Longelse–Bagenkop (dänisch Længdebanen). Die Firmen N. P. Nielsen ASO und C. Hansen, beide ansässig in Ringe, bekamen den Auftrag über die West-Ost-Strecke Skrøbelev–Spodsbjerg (dänisch Tværbanen). Die Arbeiten am Bahnhof Rudkøbing ging an die Firma Joh. Petersen in Nyborg. Der Bauleiter war J. Bruun.
Die Schienen mit einem Metergewicht von 22,45 kg/m wurden auf einem Kiesbett verlegt.
In Rudkøbing befanden sich die Hauptverwaltung, ein dreiständiger sowie ein einständiger Lokschuppen, eine eingleisige Triebwagenhalle, eine Drehscheibe sowie die Werkstatt, in Spodsbjerg und in Bagenkop waren Drehscheiben vorhanden. Bagenkop besaß dazu einen einständigen Lokschuppen.
Die Betriebsaufnahme auf den beiden Streckenteilen erfolgte am 5. Oktober 1911 nach der Einweihung am 4. Oktober.
1926 wurde die Fährstrecke Svendborg–Rudkøbing eröffnet. Damit konnten Güterwagen von der Insel nach Svendborg überführt werden, wo sie im gesamten dänischen Netz weiter verkehren konnten.
In der Anfangszeit verkehrten von Rudkøbing vier Zugpaare nach Bagenkop, davon zwei Reisezüge sowie zwei Zugpaare nach Spodsbjerg. Mit dem Kauf der beiden Benzintriebwagen 1926 wurde der Personenverkehr fast ausschließlich damit bestritten. Nach dem Zweiten Weltkrieg fuhren auf der Strecke nach Bagenkop zwei Zugpaare täglich, auf der Spodsbjergstrecke werktags ein Zugpaar und an Sonntagen zwei Zugpaare. Der letzte Fahrplan 1962 enthielt sechs Zugpaare täglich nach Bagenkop sowie ein Zugpaar an Werktagen sowie sechs Zugpaare an Sonntagen nach Spodsbjerg.
Die Strecken wurden am 29. September 1962 zusammen mit der Fährstrecke eingestellt, als Langelandsbroen eröffnet wurde.

### Bahnstrecke Rudkøbing–Lohals
Nachdem die gebauten Strecken der Langelandsbane über mehrere Jahre finanziell gute Ergebnisse einbrachten, wurde daran gedacht, den Norden der Insel mit einer Bahnstrecke zu erschließen. Von Rudkøbing ausgehend, sollte diese weitgehend der Straße von Simmerbølle über Tullebølle, Frellesvig, Tranekær, Korsebølle, Lejbølle, Bøstrup, Tressebølle, Snøde und Stoense zum Fährhafen Lohals führen.
Dieser Streckenabschnitt wurde in das Eisenbahngesetz vom 20. März 1918 aufgenommen. Für den Bau der etwa 22 Kilometer langen Strecke hätte der Staat die Hälfte der Baukosten übernommen. Die Konzession wurde am 10. Dezember 1921 erteilt. Es war jedoch schwierig, genug Geld für den Bau zu bekommen. Die „Jernbanekommissionen af 1923“ (deutsch Eisenbahnkommison von 1923) stoppte das Projekt, weil das Gleis neben der Straße errichtet werden sollte und weil es bereits eine Fährlinie zwischen Korsør über Lohals nach Rudkøbing gab, die zudem die Häfen Dageløkke und Åsø (bei Tranekær) anlief. Das Bahnprojekt wurde 1933 endgültig aufgegeben.
Ab 1938 befuhr Frits Johansen, dem die Autoværkstedet Standard gehörte, die Strecke Rudkøbing–Lohals mit einer regelmäßigen Busverbindung. Die Strecke mit den Bussen und einer Garage in Lohals wurde 1946 von Langelandsbanen für 80.000 Kronen übernommen. In Rudkøbing befand sich die Garage direkt neben dem Bahnhof. Der Omnibusbetrieb hatte verschiedene eigene Paketmarken, die entweder nur für die Beförderung auf der Busstrecke oder mit Übergang auf die Bahn verwendet wurden. Infolge der Eröffnung der Buslinie wurde die Fährlinie zwischen Rudkøbing und Lohals eingestellt.

## Fahrzeuge
Für den Betrieb wurden 1911 bei Henschel & Sohn in Kassel drei Dampflokomotiven mit der Bezeichnung LB 1–3 beschafft. In weiterer Perspektive sollte der Personenverkehr mit dem im gleichen Jahr bei Arlöfs Mekaniska Verkstad & Waggonfabrik im schwedischen Arlöv gekauften Dampftriebwagen LB M 1 – dem ersten in Dänemark – betrieben werden.
Ein Großteil der Fahrzeuge wurde Ende Mai 1911 mit der Eisenbahnfähre Marie auf die Insel gebracht.
Der Dampftriebwagen arbeitete jedoch nicht zufriedenstellend und musste bereits 1914 durch eine weitere Dampflokomotive, die LB 4, ersetzt werden.
1926 wurden zwei Benzintriebwagen mit den Nummern LB M 1–2 von Triangel beschafft. Wegen ihrer höheren Geschwindigkeit konnten weitere Haltepunkte eingerichtet werden. 1929 und 1931 wurden je ein Personenwagen von Triangel zu den weiteren Triebwagen LB M 3–4 umgebaut. 1956 kaufte die Gesellschaft einen weiteren Triebwagen LB M 5 von der stillgelegten Ryomgård–Gjerrild–Grenå Jernbane.
1948 beschaffte die Bahn eine Schienenbusgarnitur (LB SM 1 und LB SP11), der 1952 ein weiterer Motorwagen (LB SM 2) folgte.
Für die Reisenden waren ab 1911 zwölf Personenwagen vorhanden, die teilweise mit einem Postabteil ausgestattet waren. Dazu kamen acht Güter- und Bänkewagen, die wahlweise als Güter- oder Personenzugwagen dritter Klasse eingesetzt werden konnten. Ab 1931 waren vier geschlossene Güterwagen im Bestand, die auch als Packwagen eingesetzt wurden. Drei reine Packwagen ergänzten den Reisezugwagenpark. Dazu kamen zahlreiche Güterwagen und ein Schneepflug.
Von den Fahrzeugen sind vorhanden:
- Personenwagen LB C 21 (1911) bei Museumsbahn Maribo–Bandholm
- Triebwagen LB M 1 (1926) im Freilichtmuseum des Dänischen Nationalmuseums, im Frilandsmuseet ved Sorgenfri in Lyngby
- Schienenbus LB Sm 2 (1952) bei Veteranbanen Bryrup–Vrads

## Bahnhofsgebäude
Die Bahnhofsgebäude, die alle erhalten sind, wurden vom Architekten Helge Bojsen-Møller entworfen. Die fünf größten Stationen Rudkøbing, Skrøbelev, Humble, Bagenkop und Spodsbjerg sind alle verschieden, während die restlichen ein ähnliches Aussehen haben. Sie besitzen eine giebelartige Fassade auf der Straßenseite und einen charakteristischen Bogen des Bahnsteigdaches auf der Gleisseite. Alle Gebäude hatten Sockel aus Granit, hohle Wände aus roten handgefertigten Steinen mit Stahldrahtbindern und roten vorgeblendeten Backsteinen.

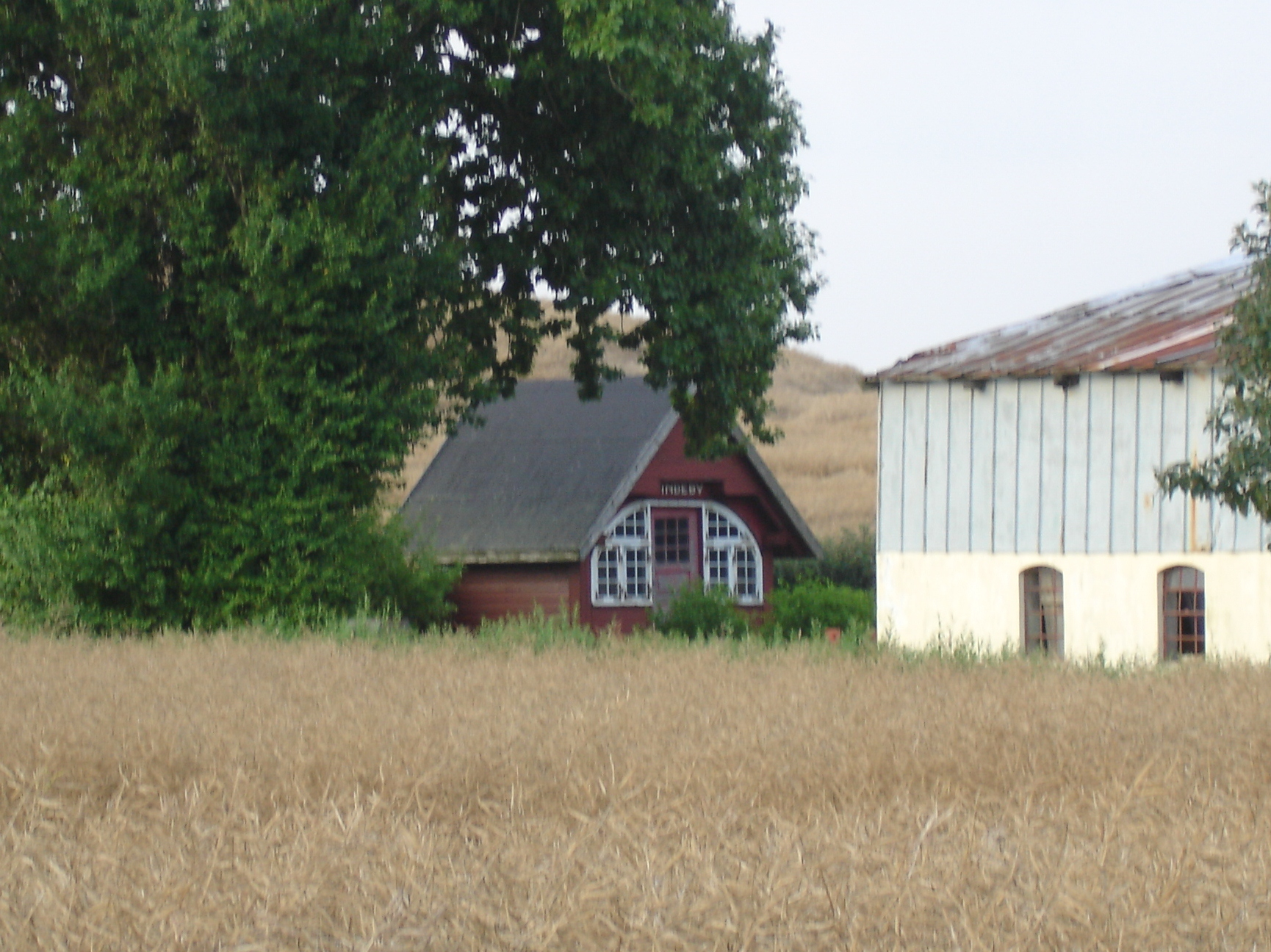
Wartehäuschen Vindeby

Helge Bojsen-Møller war zudem für die Zeichnungen der drei ursprünglichen Haltepunkte Snaremose, Vindeby und Broløkke verantwortlich. Das Wartehäuschen von Vindeby wurde von einem Eisenbahnfreund restauriert, ansonsten hatten diese Wartehäuschen aus Holz eine begrenzte Haltbarkeit. Um 1950 wurden neue Wartehäuschen aus Beton errichtet, von denen das in Broløkke erhalten geblieben ist.
Die Sandsteindekorationen des Bahnhofes Rudkøbing wurden von dem Bildhauer Niels Hansen entworfen, der die Holzkronenleuchter in den Warteräumen der Bahnhöfe anfertigte.

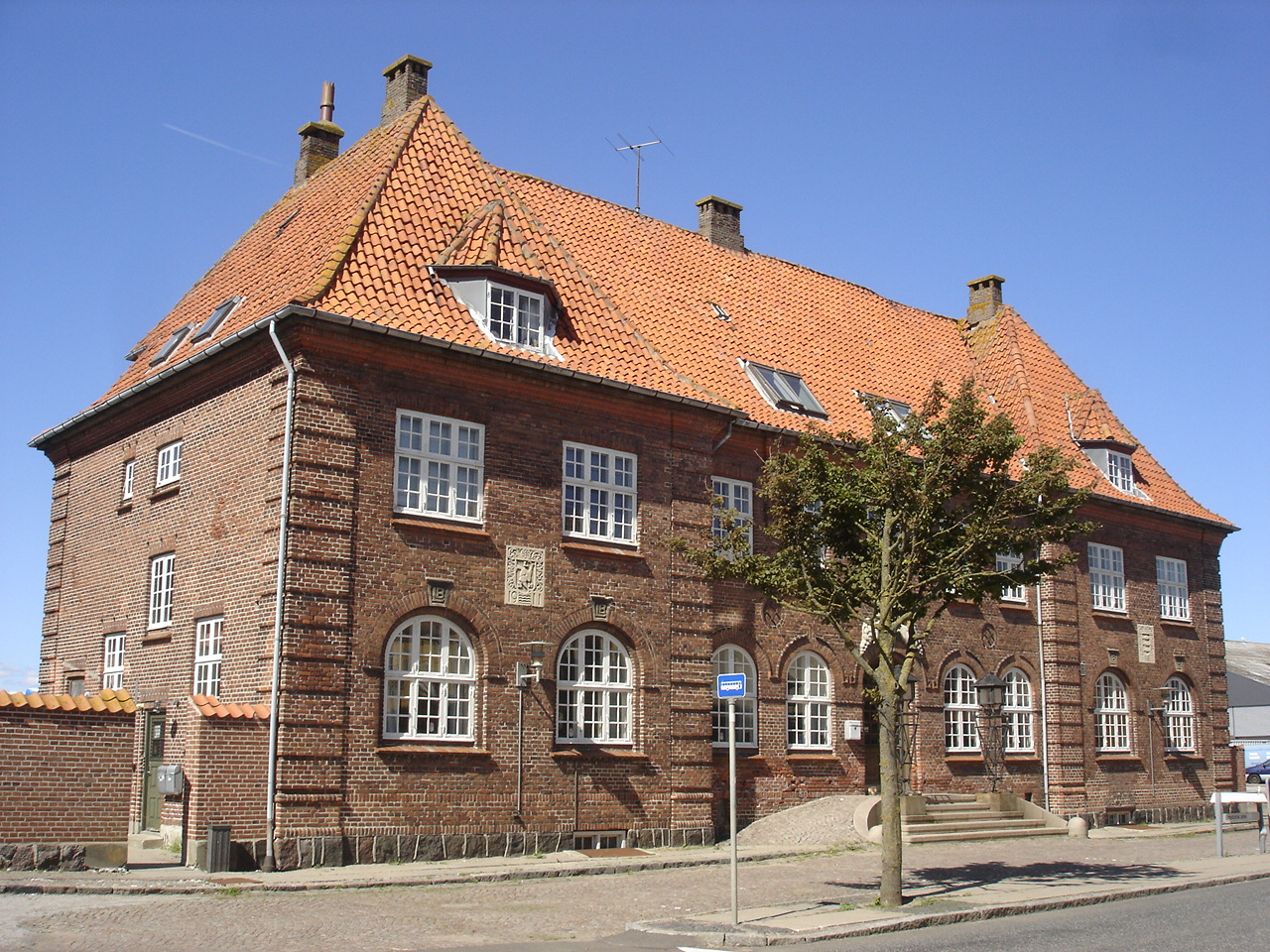
Rudkøbing
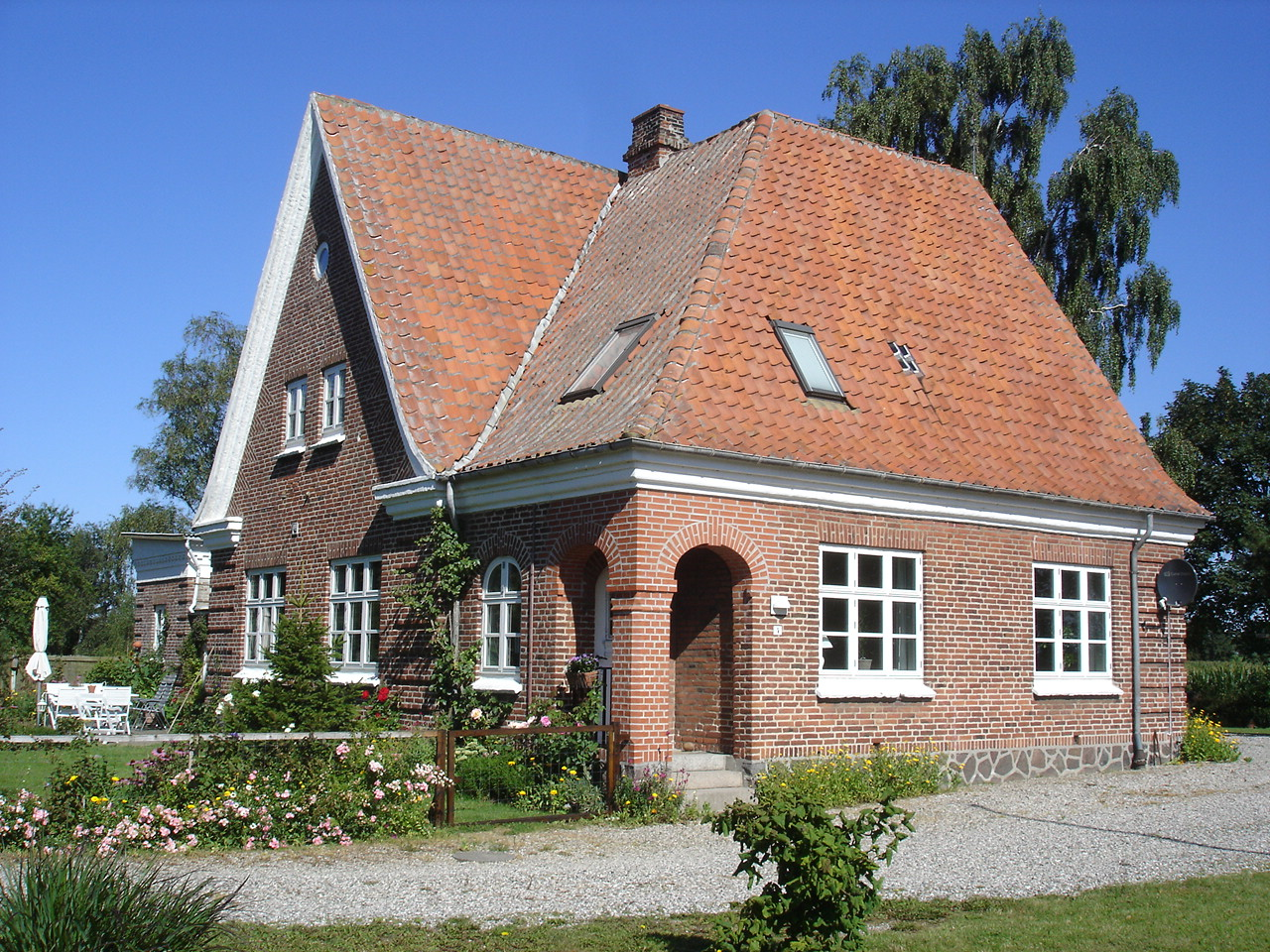
Skrøbelev
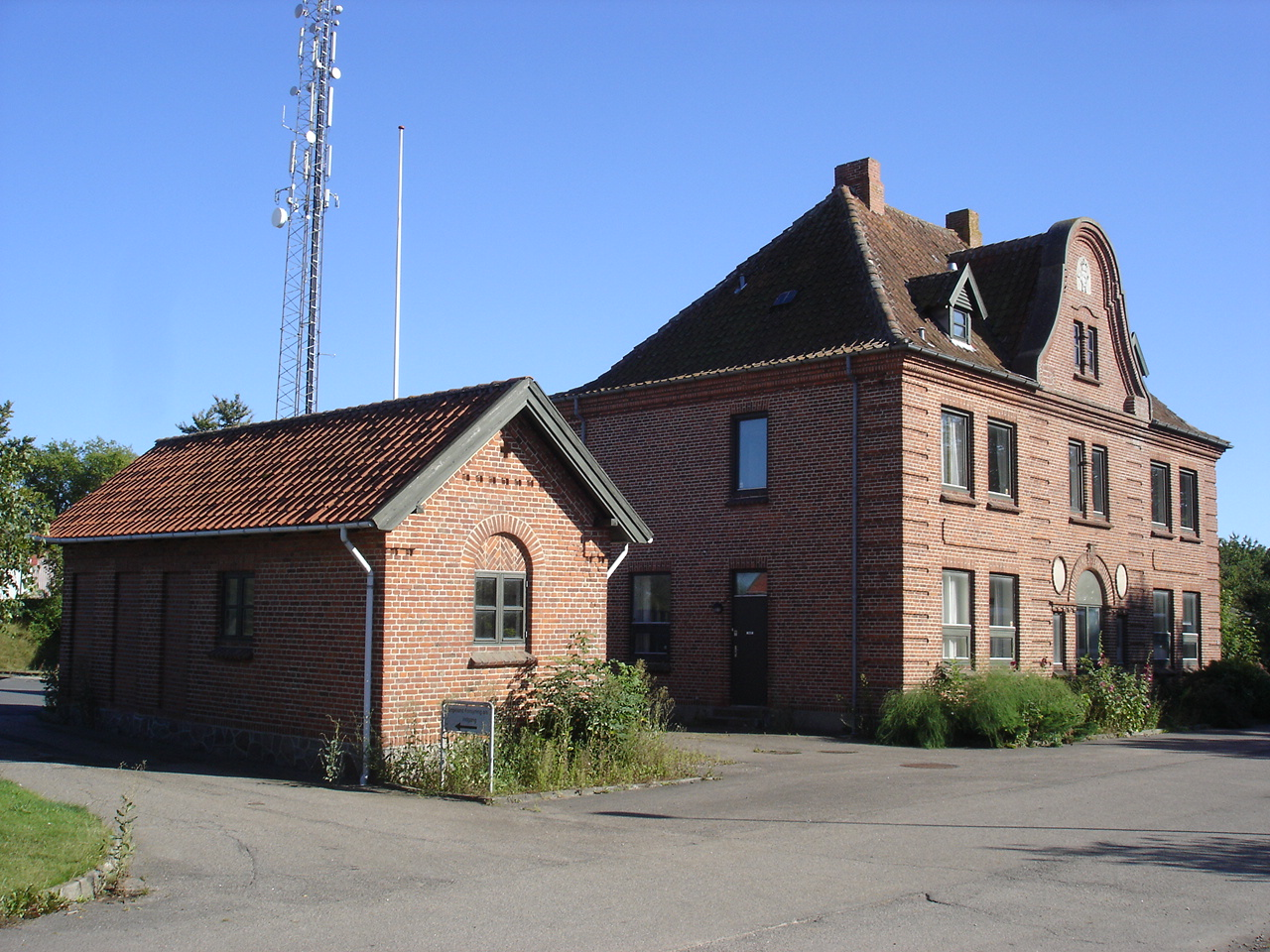
Humble
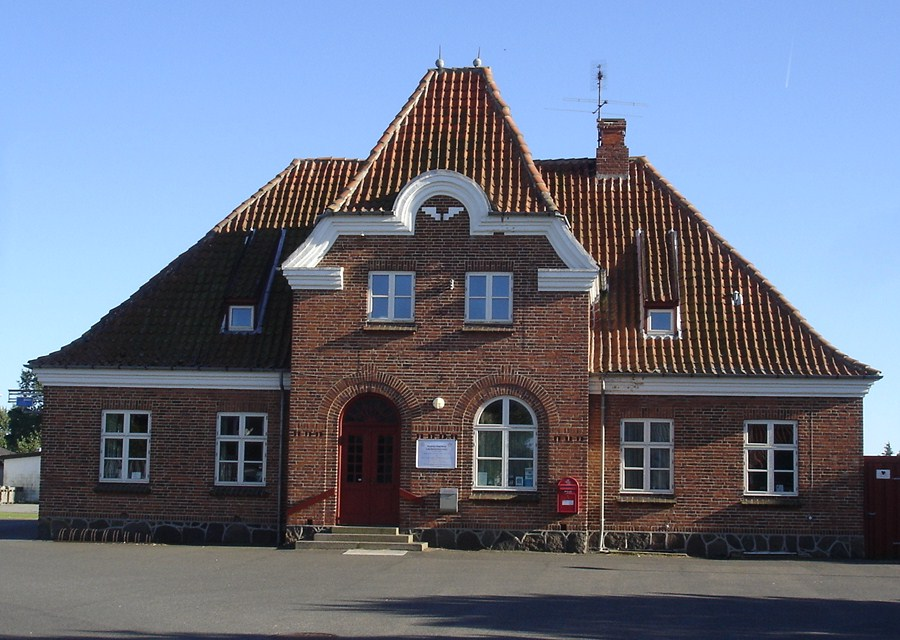
Bagenkop
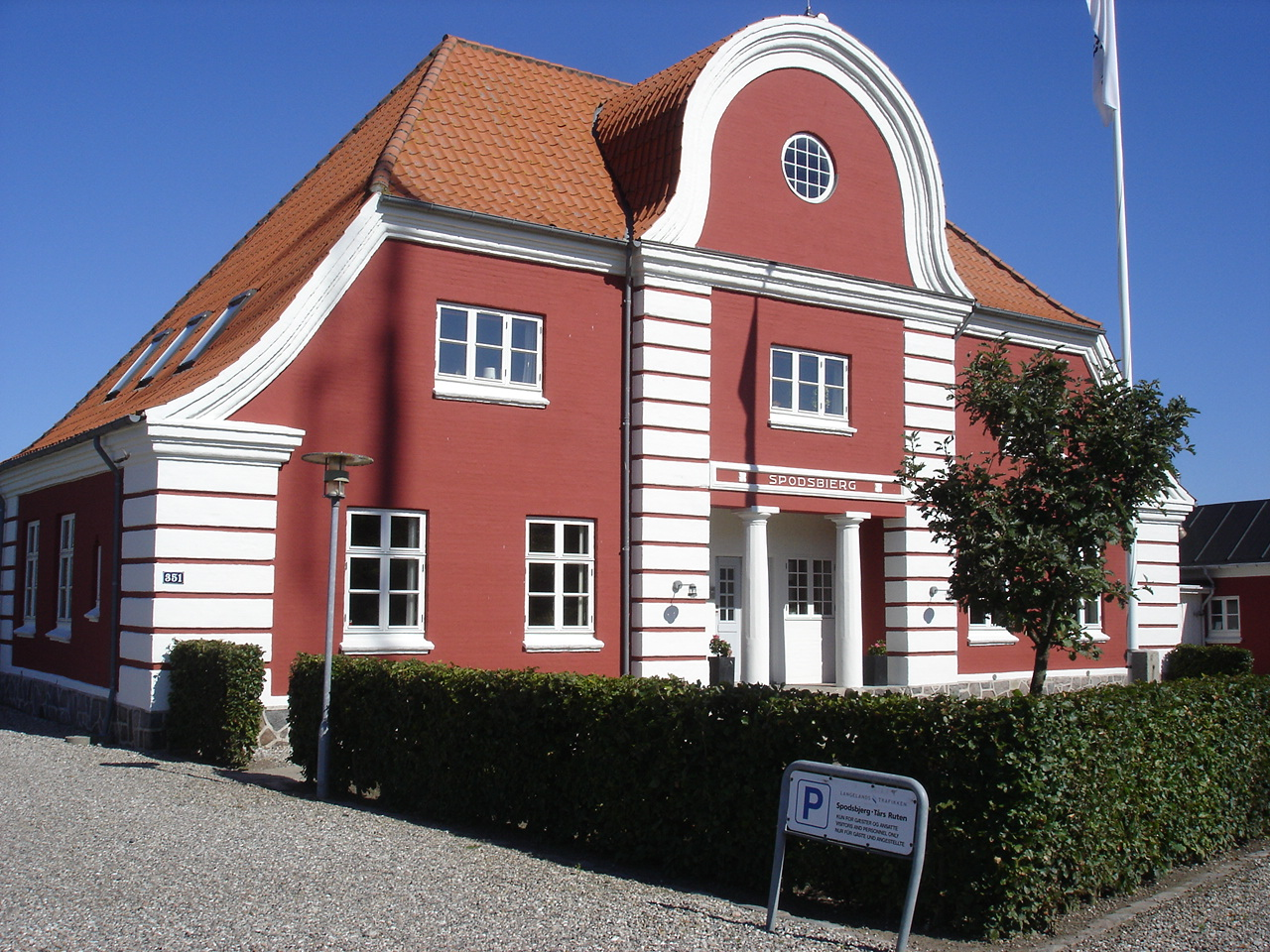
Spodsbjerg

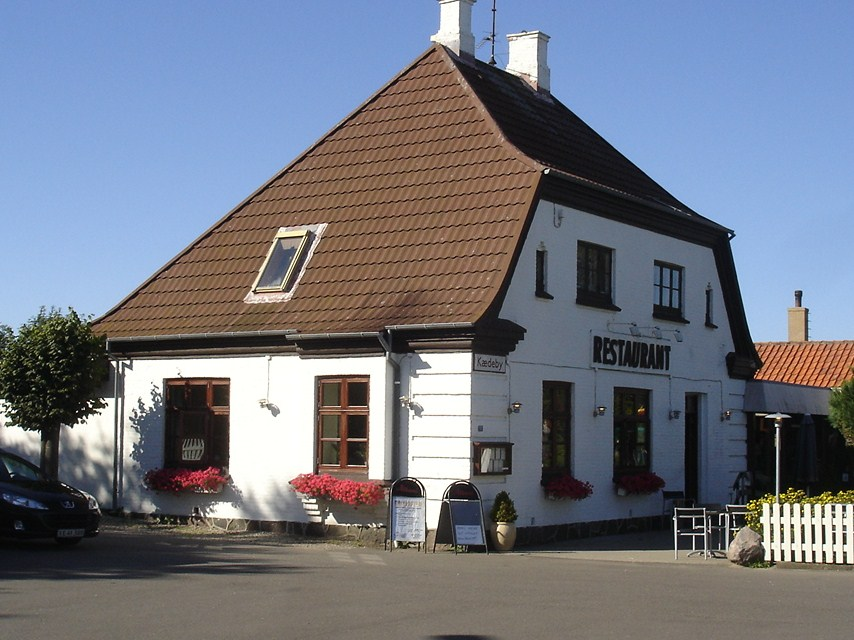
Kædeby: Giebel an der Straßenseite
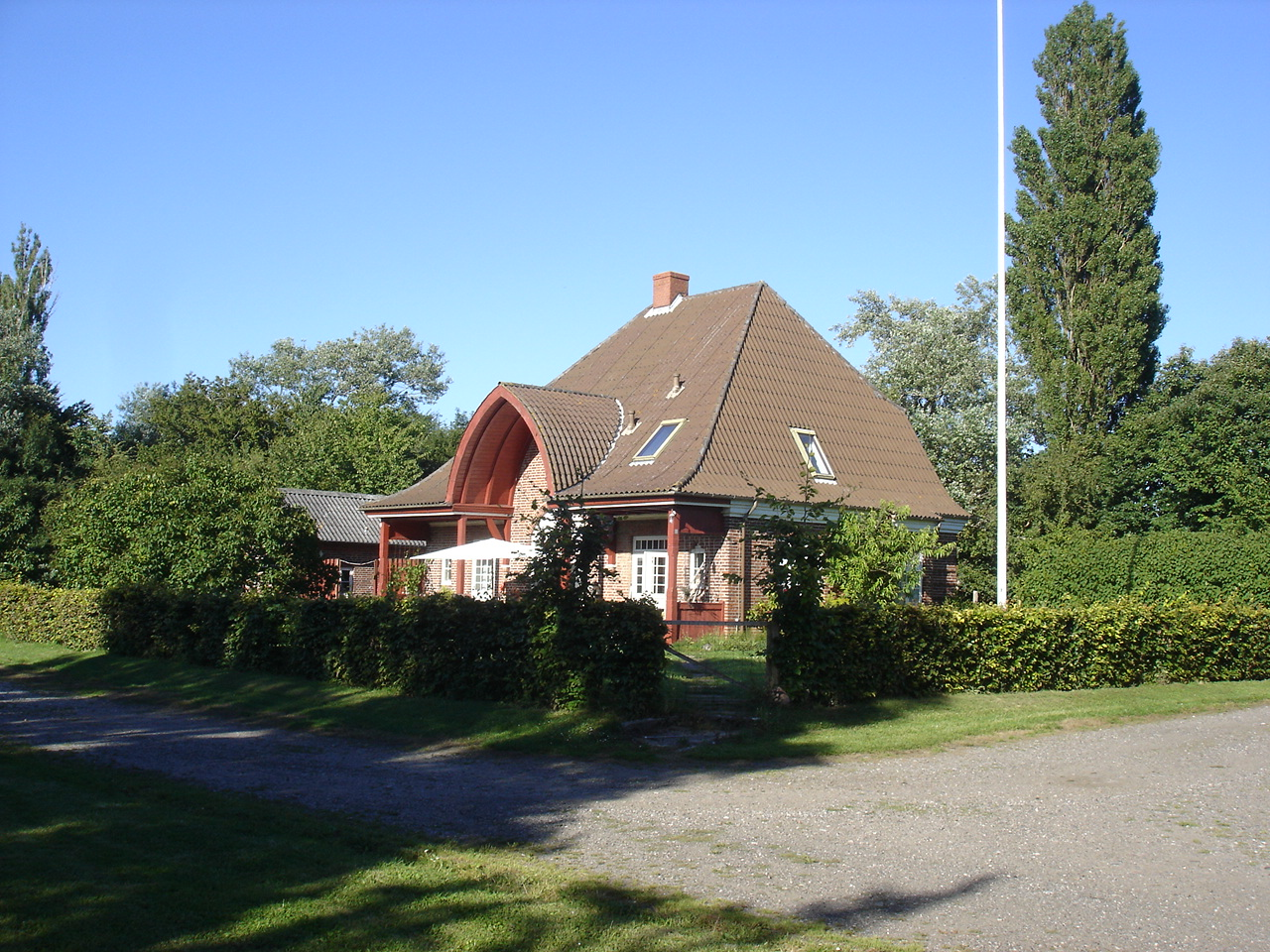
Nordenbro: Bogendach auf der ehemaligen Gleisseite

Der Bahnhof Longelse gehört heute der LKF Vejmarkering. Die Firma hatte hier ab 1963 ihre ersten Geschäftsräume in der stillgelegten Molkerei. In Kædeby ist der Bahnhof zu einer Gaststätte umgebaut. Broløkke war ab 1928 Fahrkartenverkaufsstelle (dänisch billetsalgssted) mit einem Nebengleis, ab 1952 nur noch Haltepunkt. Der Haltepunkt Vindeby erhielt im Oktober 1947 ein Nebengleis.

## Postbeförderung
In Verbindung mit der Streckeneröffnung ergaben sich für die Postbeförderung auf der Insel größere Änderungen. Die Briefsammelstellen in Lindelse, Humble, Tryggelev, Nordenbro, Søndenbro und Bagenkop wurden in Bahnpostsammelstellen umgewandelt, die zum 1. November 1911 bis auf Humble in die entsprechenden Bahnhöfe umzogen. In Skrøbelev, Longelse, Illebølle und Kædeby wurden neue Bahnpostsammelstellen eingerichtet. Krogsbjerg war der einzige Ort an der Bahnstrecke, der keine Postexpedition erhielt. Am Haltepunkt Brolykke gab es in der Zeit von 1927 bis 1936 einen Briefkastenentleerungsstempel. Die Briefsammelstelle Spodsbjerg unterstand dem Postamt Rudkøbing.
In Lindelse, Tryggelev, Nordenbro, Søndenbro und Bagenkop waren bis zum 11. November 1911 Sternstempel in Gebrauch. Die dortigen Bahnbediensteten übernahmen die Aufgaben der Post. Im Postamt Humble blieb Postmeister A. E. Bredmose im Amt, als die Post das neue Bahnhofsgebäude bezog. H. C. Holtved, der Stationsvorsteher von Humble, erhielt den Titel eines Postmeisters.
Alle Poststellen erhielten für die Abfertigung so genannte Brückentypenstempel, wobei innerhalb der Brücke Datum mit Jahreszahl sowie die Uhrzeit standen. Für Bagenkop wurde ein Stempel mit der von der heutigen Schreibweise abweichenden Aufschrift Bagnkop geliefert.
Die Bahnpostsammelstellen existierten bis zum 1. Oktober 1916, dann wurden sie zu Postexpeditionen umgewandelt. Diese Änderung hatte in der Praxis keine Bedeutung, da die Sammelstellen bis zur Streckenstilllegung im gleichen Gebäude verblieben. Die Poststellen in Skrøbelev, Illebølle und Søndenbro wurden mit der Streckenstilllegung geschlossen, die anderen einige Jahre später.
Im Bahnhof Rudkøbing gab es eine Postabfertigungsstelle, die einen direkten Zugang zum Bahnsteig hatte. Hier wurde die Post, die von den Zügen und Fähren kam, sortiert. Für die Bevölkerung wurden bis auf einen Briefmarkenverkauf in geringem Umfang keine weiteren Dienste angeboten. Diese Stelle blieb noch einige Jahre nach der Stilllegung der Strecke in Betrieb.
Langelandsbanen beschaffte zur Eröffnung der Strecke zwei kombinierte Personen- und Postwagen (LB D31 und LB D32). Diese wurden 1935 in reine Personenwagen umgebaut (LB C24 und LB C25).
Für die Beförderung von Postpaketen mit der Bahn hatte die Langelandsbane eigene Paket-Briefmarken. Für Briefmarkensammler gibt es bei den verschiedenen Ausgaben zahlreiche Farbänderungen sowie Marken mit überdruckten, geänderten Portowerten.

## Eisenbahnmuseum
Im Bahnhof Rudkøbing ist das Rudkøbing Byhistoriske Arkiv, das Stadtarchiv, untergebracht. Im ehemaligen Eingangsraum sind Erinnerungsstücke an die Bahn zu sehen.

## Streckenreste

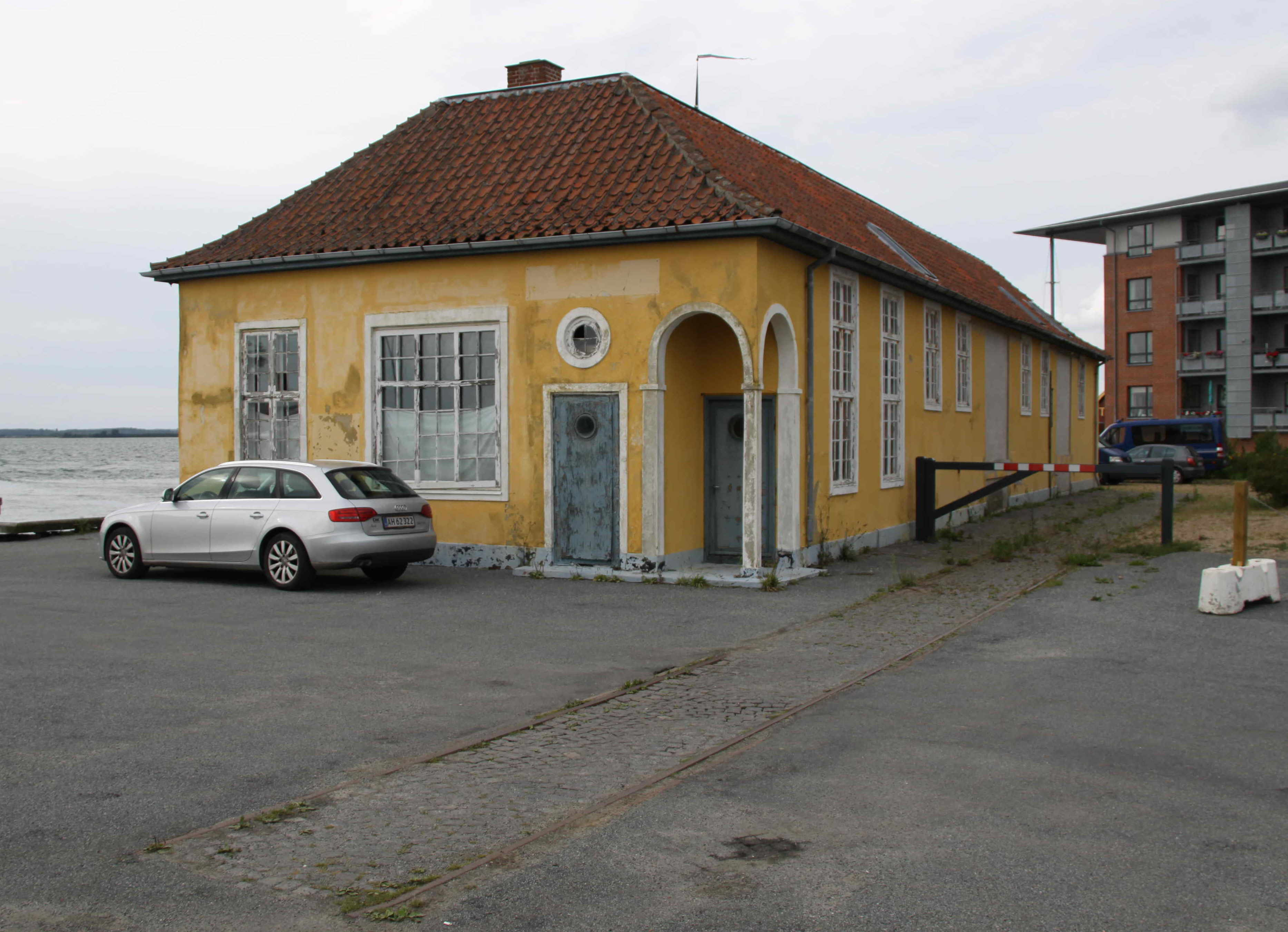
Schienenreste neben dem Packhaus in Rudkøbing

Rund ein Kilometer der ehemaligen Strecke kann noch deutlich erkannt werden: am Banevænget in Rudkøbing, zwischen Lindelse und Kædeby, vom ehemaligen Haltepunkt Broløkke Richtung Süden, ein Stück des Bahndammes in Bagenkop und Rest der Hafenbahn in Bagenkop. Zudem liegen Gleisreste im Hafenbereich von Rudkøbing neben dem ehemaligen Packhaus der Sydfyenske Dampskibsselskab.